# Fanny Borrell Martí
Fanny Borrell Martí (Puigcerdà, Barcelona, 1904), fou una pintora paisatgista de la primera meitat del segle XX a Barcelona, nascuda a Puigcerdà el 1904. Cursà estudis artístics a l'Escola de Belles Arts de Barcelona, sota la direcció del mestre Joan Colom i Agustí. Participà amb alguna de les seves obres a l'Exposició de Primavera de Barcelona de 1936. Exposà habitualment a les Galeries Syra. Al 1948 realitzà una exposició de paisatges mallorquins i de San Juan de Villatorta.